# 체절
체절(body segment)은 동물이나 식물에서 특정한 신체 구조가 분절 형태로 줄지어 되풀이되는 것을 가리킨다. 분절끼리는 서로 이어져 있을 수도, 떨어져 있을 수도 있다. 몸이 이와 같이 되는 과정이나 현상을 가리켜 체절화(segmentation)라고 한다. 몸설계의 체절화는 신체 각 부위가 저마다 자유롭게 움직이고 발달하도록 하는 데에 중요하다. 또 어떤 개체에서는 재생에 도움을 주기도 한다.
이 문서에서는 동물, 특히 환형동물, 절지동물, 척삭동물에 초점을 맞추어 설명한다. 이들 분류군은 몸이 체절화되어 있고 체절을 정의하는 "성장지역(growth zone)"이 나타난다는 공통점이 있다. 하지만 세 분류군에서 체절화에 관여하는 기제는 서로 다르며, 심지어 같은 분류군 안에서도 종마다 차이가 있다.

## 정의
체절을 만족스럽게 정의하기는 어렵다. 연체동물 등 많은 분류군에서는 신체 구조상 줄지어 반복되는 단위가 존재하기는 하지만 보통 이것을 체절이라고 부르지는 않는다. 또한 반복되는 구조라고 하더라도 완전히 똑같은 경우는 없고, 진화생물학적으로도 분절화가 몸 전체에서 한꺼번에 일어나기보다는 기관별로 일어났을 가능성이 높으므로, 체절화를 개체의 특성이 아니라 기관의 특성으로 간주하는 것이 합당하다는 주장이 제기된 바 있다.

## 발생학

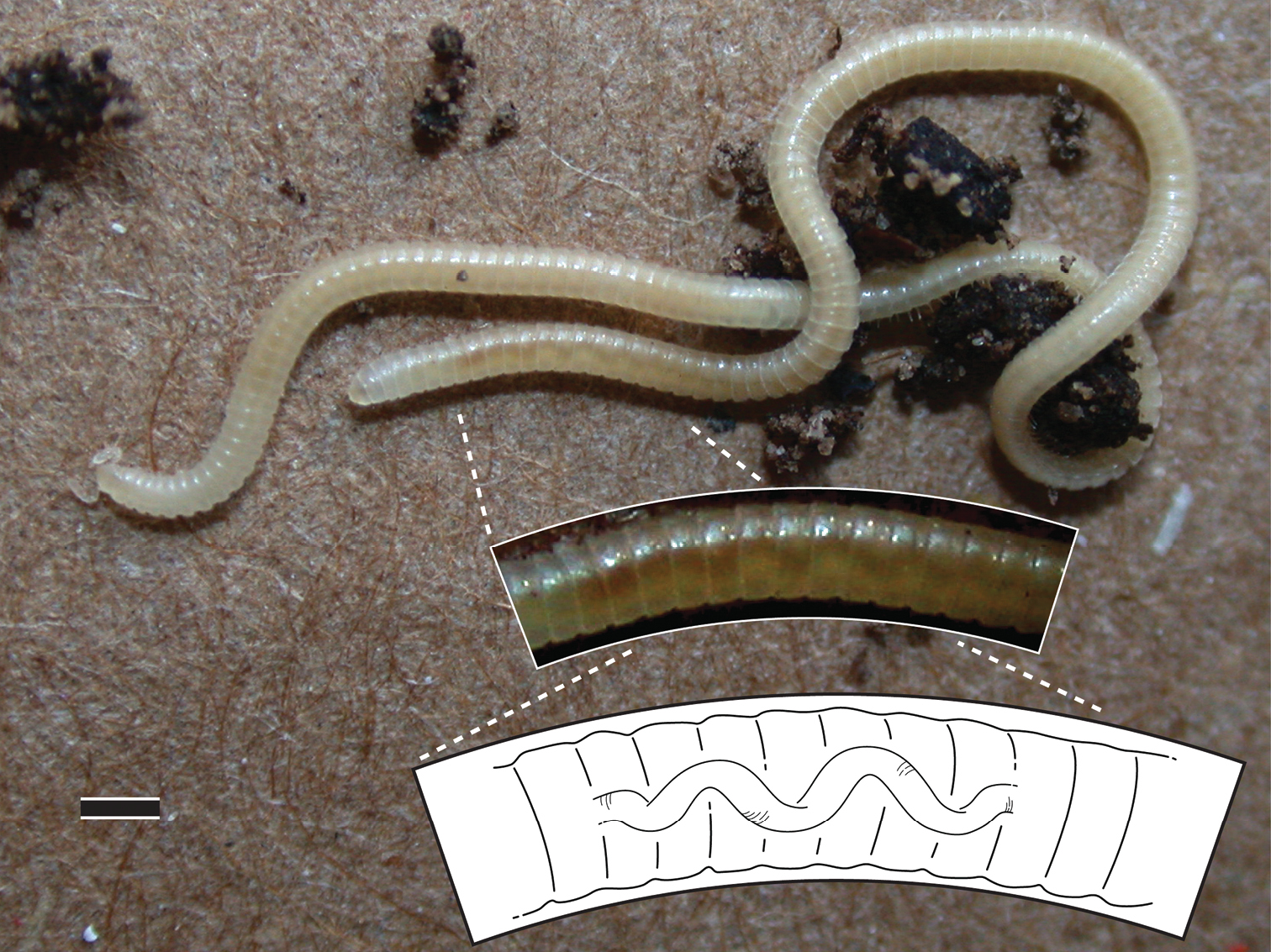
일라크메 플레니페스(Illacme plenipes)는 170개의 체절과 662개의 다리를 가진 노래기이다.

동물의 체절화는 크게 세 유형으로 구분되며, 이는 각각 절지동물, 척추동물, 환형동물에 해당한다. 초파리와 같은 절지동물에서는 서로 동등한 세포들로 이루어진 영역이 전사인자의 농도 기울기에 의해 체절들로 나뉜다. 제브라피시와 같은 척추동물의 발생 과정에서는 유전자 발현의 진동에 의해 분절들이 만들어지는데, 이를 'somite'라 하며 우리말로는 몸 분절이라고 부른다. 거머리와 같은 환형동물에서는 큰 체절줄기세포(teloblast)로부터 작은 모세포(blast cell)가 떨어져 나와 체절을 정의한다.

### 절지동물

진화발생생물학은 여러 절지동물 분류군에서 체절에 따른 혹스 유전자 발현 양상을 밝혔다. 이들 분류군에서 Hox7, 8, 9 유전자의 발현 위치는 대략 상응하지만 이시성(heterochrony)에 의해 3개 체절 이내로 옮겨가 있다. 악각(maxilliped)이 있는 체절은 Hox7 유전자를 발현한다. 삼엽충은 혹스 유전자를 제각기 다른 조합으로 발현하는 3개의 체절이 있었던 것으로 보인다.

노랑초파리의 체절화가 절지동물문 전체를 대표하는 것은 아니지만, 가장 많이 연구된 것은 사실이다. 초파리 연구 초기, 큐티클(cuticle) 발생에 관여하는 유전자를 규명하려는 노력은 배아의 체절화에 필요한 유전자의 발견으로 이어졌다.
초파리 배아의 정상적인 체절화 과정에서는 먼저 모체로부터 물려받은 RNA에 의해 단백질의 농도 기울기가 형성되고, 이를 바탕으로 배아의 앞뒤축이 정의된다. 이 농도 기울기는 간극유전자(gap gene)의 발현 양상을 정의하여 체절 사이를 경계 짓는다. 간극유전자 발현에 의해 형성된 농도 기울기는 이어서 쌍지배유전자(pair-rule gene)의 발현 양상을 정의한다. 쌍지배유전자는 대부분 전사인자로 배아의 길이축을 따라 규칙적인 줄무늬 형태로 발현된다. 이 전사인자들은 다시 체절극성유전자(segment polarity gene)의 발현을 조절하여 각 체절의 극성을 정의한다. 각 체절의 경계와 정체성은 나중에 정의된다.
절지동물에서 분절화되어 있다고 간주되는 기관은 체벽, 신경계, 콩팥, 근육, 체강및 (존재하는 경우) 부속지 등이다. 이 가운데 근육 등 일부는 자매 분류군인 유조동물에서는 분절화되어 있지 않다.

### 환형동물
거머리의 체절화는 노랑초파리나 제브라피시만큼 잘 연구되지는 않았지만 "출아법"을 따른다고 설명된 바 있다. 거머리 배아 초창기에 세포분열을 통해 체절줄기세포(teloblast)가 만들어진다. 체절줄기세포는 비대칭 분열로 모세포(blast cell) 띠를 생성하는 줄기세포이다. 체절줄기세포에는 N, M, O, P, Q의 다섯 계통이 있어 계통마다 정중선의 양쪽에 한 쌍이 존재한다. N과 Q 계통은 체절마다 모세포를 두 개씩 만드는 반면 M, O, P 계통은 하나씩만 만든다. 배아의 체절 수는 세포분열 및 모세포의 수에 따라 정해진다. 체절화를 조절하는 유전자는 헤지호그로 보이는데, 이는 절지동물과 환형동물의 체절화 기제가 공통조상으로부터 갈라져 나온 것일 가능성을 암시한다.
절지동물과 마찬가지로 환형동물 내에서도 체벽, 신경계, 신장, 근육 및 체강이 분절화되어 있다고 간주된다. 하지만 예외도 많다. 체벽, 체강 및 근육은 분절화되어 있지 않은 경우도 많다.

### 척삭동물

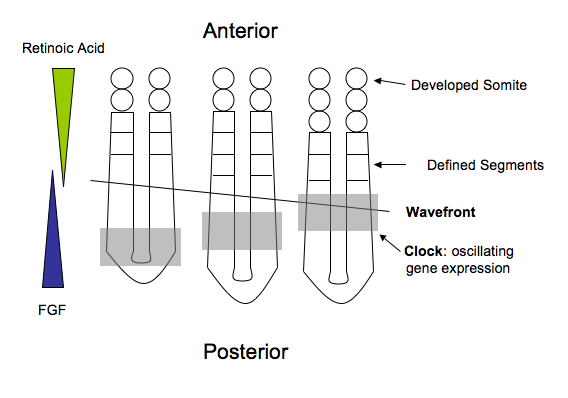
제브라피시의 몸 분절 형성 과정은 레티노산과 섬유아세포 성장 인자의 농도 기울기 및 유전자 발현의 주기적인 진동에 의존한다.

척추동물의 체절화 과정은 노랑초파리만큼 잘 밝혀진 것은 아니지만 어류(제브라피시, 송사리), 파충류(옥수수뱀), 조류(닭), 포유류(생쥐) 등 많은 생물에서 연구되었다. 척삭동물에서는 체절화의 결과로 정중선의 양쪽에 한 쌍의 몸 분절(somite)이 형성되는데, 이 과정을 몸분절형성(somitogenesis)이라고 부른다.
척추동물의 체절화 과정을 흔히 시계-파면 모형으로 설명한다. 여기서 "시계"는 특정 유전자 산물의 농도가 주기적으로 진동하는 것을 가리킨다. Hairy/Enhancer of Split 계열 유전자가 그 예로, 배아의 뒤쪽 끝에서부터 시작해서 앞쪽으로 퍼져 나가는 파동과 같은 양상으로 발현된다. 한편 "파면"은 시계가 진동하기를 그치고 체절 경계 형성에 관여하는 유전자들이 발현하기 시작하는 지점을 가리킨다. 파면의 위치를 결정하는 것은 섬유아세포 성장 인자 신호의 기울기로, 뒤쪽에서 강하고 앞쪽에서 약하다. 제브라피시와 달리 생쥐, 닭 등 고등 척추동물에서는 레티노산의 농도 기울기도 관여한다. 레티노산은 앞쪽에서 강하게, 뒤쪽에서 약하게 발현되어 FGF8이 앞쪽으로 퍼지는 것을 막는다. 레티노산이 Fgf8 유전자 발현을 억제하므로, 파면의 위치는 레티노산 농도와 확산 가능한 FGF8 농도가 가장 낮아지는 지점으로 정의된다. 이곳의 세포는 성숙하여 한 쌍의 체절을 이룬다. 근육생성 조절 인자(MRF) 등 다른 신호전달 분자들도 함께 상호작용하여 체절이 근육 등 다른 구조로 발달하도록 촉진한다. 한편 제브라피시와 같은 하등 척추동물은 낭배 형성 과정이나 신경중배엽 전구세포 기능이 다르기 때문에, 꼬리쪽 Fgf8을 억제하는 레티노산 없이도 체절형성이 정상적으로 일어난다.

### 기타 분류군
다른 분류군에서도 일부 기관이 분절화되어 있다는 증거가 있다. 하지만 절지동물이나 환형동물만큼 다양한 기관이 동시에 분절화되어 있지는 않다. 환신경동물에서 연속적으로 반복되는 신체 단위나 다판류의 방호기관(armature)이 그 예이다. (다판류의 경우 체강은 분절화되어 있지 않다.)

## 기원
체절의 기원에 대해 '증폭'과 '구획화'라는 두 가지 가능성을 생각해볼 수 있다. '증폭'이란 거칠게 말해 체절 하나만으로 이루어져 있던 조상 개체의 온몸이 되풀이됨으로써 체절이 만들어지는 경우를 가리킨다. 이럴 가능성은 희박해 보이기 때문에 '구획화'를 상정하는 것이 일반적이다. 즉 기관계가 이미 여러 뭉치들로 대강 나뉘어 있다가 그 구분이 한결 뚜렷해지면서 체절이 된다는 것이다. 따라서 몸이 대략적으로나마 분절화되어 있는 동물은 분절이 연체동물처럼 내부에 있든 유조동물처럼 외부에 있든지 간에 환형동물이나 절지동물과 같이 체절화된 동물의 '전구체'로 볼 수 있다.

## 같이 보기
- 몸 분절
- 인두굽이